# Armorial des localités de Hongrie/E-É
Cette page donne les armoiries des localités de Hongrie, commençant par les lettres E et É.

## Eb

Ebergőc
Ebes

## Ecs-Écs

Écs
Ecséd
Ecseg
Ecsegfalva

## Ed

Edde
Edelény
Edve

## Eg-Egy

Eger
Egeralja
Egercsehi
Egerszalók
Egerszólát
Égerszög
Egervár
Egervölgy
Egyed
Egyek
Egyházasdengeleg
Egyházasfalu
Egyházasgerge
Egyházasharaszti
Egyházashetye
Egyházaskozár
Egyházasrádóc

## El

Elek
Előszállás

## Em

Emőd

## En

Encs
Enese
Enying

## Ep

Eperjes
Eplény
Epöl

## Er-Ér

Ercsi
Érd
Erdőbénye
Erdőhorváti
Erdőkövesd
Erdőkürt
Erdőtarcsa
Erdőtelek
Érpatak
Érsekcsanád
Érsekhalma
Érsekvadkert
Értény

## Esz

Esztár
Eszteregnye
Esztergályhorváti
Esztergom

## Et-Ety

Ete
Etes
Etyek